# 小行星6357
小行星6357（6357 Glushko）是一颗绕太阳运转的小行星，为主小行星带小行星。该小行星于1976年9月24日发现。

## 轨道参数
小行星6357的轨道半长轴为2.9981980 UA，离心率为0.079。